# Denis Menochet
Denis Ménochet (Enghien-les-Bains, 18 de setembro de 1976) é um ator de cinema e TV francês. Ficou conhecido internacionalmente pelo personagem Perrier LaPadite, um fazendeiro francês interrogado por um oficial nazista por esconder judeus, no filme Bastardos Inglórios, de Quentin Tarantino (2009).
Elizabeth Weitzman, crítica de cinema do New York Daily News, elogiou o trabalho de Ménochet, que contracenou com o ator Christoph Waltz na sequência inicial do filme de Tarantino. Segundo ela, "A esplêndida abertura, por exemplo, exibe uma tempestade de granizo de balas. O que você recordará melhor, porém, é do silêncio assombrado do ator Denis Ménochet, interpretando um fazendeiro francês acusado de abrigar judeus."